# Fornex

Fornex este o comună în departamentul Ariège din sudul Franței. În 1 ianuarie 2022 avea o populație de 107 de locuitori.